# ジグミ・ドルジ・ワンチュク
ジグミ・ドルジ・ワンチュク（ゾンカ語: , ラテン文字転写: Jigme Dorji Wangchuck, ワイリー方式: 'Jigs med rDo rje dBang phyuk）は、第3代ブータン国王。第3代国王の20年の統治期は、近代国家としてのブータンの国際社会への出現に象徴される変革の歴史である。従来の鎖国政策を取りやめ、政治的統一、宗教的・社会的基盤の強化、経済発展などの実績から、「近代ブータンの父」と呼ばれ、現在でも国民の敬愛を受けている。

## 生涯

### 生い立ち
1929年、トンサのテュパン宮殿にて誕生した。15歳でトンサ・デニェに親任された後、1年間イギリスに留学。帰国後17歳でパロ・ペンロプに親任された。1952年にジグミ・パルデン・ドルジ首相の妹アシ・ケサン・チョデンと成婚し、同年第3代国王に即位した。

### 政策

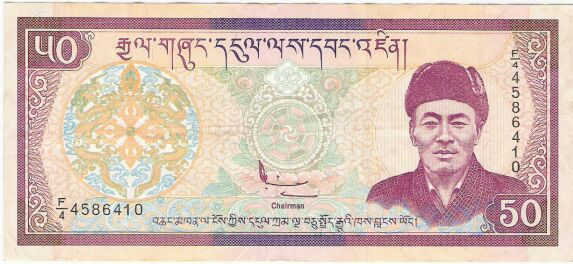
国王の御真影が描かれた50ニュルタム紙幣

内政に関しては、個人の土地所有を制限し、その余剰分を他の国民に分配し、土地収入税を廃止した。また、農奴制や死刑制を廃止し、最高法院を設置し、行政から司法を分離した。
1964年から1965年にかけて、ブータンの内政は混乱期を迎えた。1964年4月にはドルジ首相が暗殺され、首相職が空席となった後、1968年には首相職が廃止され、国王が首相として機能する体制が整えられた。国王が推進してきた諸改革が急進的過ぎたため、保守派が国王に対して不満を感じていたことが混乱の一因であったと考えられる。1964年12月16日には反体制派によるクーデター未遂事件が、1965年7月31日には、国王の暗殺未遂事件が発生した。これらの背景には愛人であったチベット人女性ヤンキの存在がクローズアップされるが、詳細はわかっていない。
彼が実施した憲法改革には3本の大きな柱からなる。
- 国民議会の設置。1953年に設置されたこの国民議会はブータンが立憲君主制へと移行した典型的な例として挙げられる。
- 王立諮問委員会の設置。1965年に設置されたこの委員会は副大臣級の議長を擁する、8名でから成される独立機関として、行政を監視する役割を担った。
- 国王権力の制限。国王は憲法の下で国家元首・軍総司令官・最高控訴院裁判官でもあり、宗教的支配者の職務が廃止され、国王は宗教的にも最高位を保持することになっていたため、その権力は強大になっていた。彼は国民議会における拒否権を自ら返上し、国民議会の独立性を認めた。1968年5月、国王は君主制の民主改革を断行し、ブータンは将来的には立憲君主制となるべきであること、3年ごとに国王の信任投票を行うこと、不信任案が全議員の3分の2以上で可決された場合、王太子に譲位することを宣言した。

彼は社会・政治の安定と共に、経済発展も重視した。その最たるものが1961年に始まる五ヵ年計画の策定である。1958年インドのネルー首相がブータンを訪問した際に経済協力を約束し、インド計画委員会によって総額1億7,500万ルピーの第一次五ヵ年計画案が完成し、インド政府に承認されたことから、ブータンの経済発展が促進された。
外交面では、本格的な国際社会への参加を意味する国際連合加盟を果たした。ブータンの国際社会参加は1962年のコロンボ計画参加に始まる。1970年にインドの後押しを受け、国際連合加盟を申請。1971年7月21日正式に国際連合への加盟が承認された。
また一方で、ブータン古来の伝統文化を尊重し、ゾンカ語を国語に制定し、パロに国立博物館を、ティンプーに国立図書館・国立公文書館を建設、ブータンの伝統的建築方法に則り、国民議会会館・最高法院・国立競技場・国立開発本部などを建設し、首都の整備を行った。

### 崩御
1972年、心臓病の静養のためケニアのナイロビに滞在したが、滞在先で心臓発作により崩御した。

## 人物
プライベートでは狩猟好きであった。心臓病の静養のための滞在先をケニアのナイロビにしたのも狩猟好きと関係が深かったと言われる。